# داني هوب
داني هوب (بالإنجليزية: Danny Hope)‏ هو لاعب كرة قدم أمريكية أمريكي، ولد في 7 يناير 1959 في غينزفيل في الولايات المتحدة.